# Natação nos Jogos Europeus de 2015 - 100 m costas masculino
A competição dos 100 metros costas masculino foi um dos eventos da natação nos Jogos Europeus de 2015, em Baku, no Azerbaijão. Foi disputada no Centro Aquático de Baku nos dias 23 e 24 de junho.

## Calendário
Horário de verão do Azerbaijão (UTC+5).
| Data        | Horário | Fase         |
| ----------- | ------- | ------------ |
| 23 de junho | 10:47   | Eliminatória |
| 23 de junho | 18:37   | Semifinal    |
| 24 de junho | 19:30   | Final        |

## Medalhistas
| Ouro   | GBR Luke Greenbank |
| Prata  | RUS Filipp Shopin  |
| Bronze | GER Marek Ulrich   |

## Recordes
Antes desta competição, os recordes mundiais e dos jogos europeus dessa prova eram os seguintes:
| Tipo                       | Atleta            | Tempo | Local        | Data               |
| -------------------------- | ----------------- | ----- | ------------ | ------------------ |
|                            | USA Aaron Peirsol | 51s94 | Indianápolis | 8 de julho de 2009 |
| Recorde dos Jogos Europeus | Não estabelecido  | –     |              |                    |

Os seguintes recordes mundiais ou dos jogos europeus foram estabelecidos durante esta competição:
| Data        | Evento    | Nome           | Nacionalidade | Tempo | Notas                      |
| ----------- | --------- | -------------- | ------------- | ----- | -------------------------- |
| 23 de junho | Semifinal | Luke Greenbank | Reino Unido   | 54.65 | Recorde dos Jogos Europeus |

## Resultados

### Eliminatórias
A eliminatória foi realizada no dia 24 de junho. 
| Pos. | Bateria | Raia | Nadador                | Nacionalidade     | Tempo   | Notas |
| ---- | ------- | ---- | ---------------------- | ----------------- | ------- | ----- |
| 1    | 4       | 4    | Luke Greenbank         | GBR Grã-Bretanha  | 55.12   | Q,    |
| 2    | 3       | 4    | Marek Ulrich           | GER Alemanha      | 55.45   | Q     |
| 3    | 5       | 5    | Joe Hulme              | GBR Grã-Bretanha  | 55.74   | Q     |
| 4    | 5       | 4    | Robert Glință          | ROU Romênia       | 55.92   | Q     |
| 5    | 3       | 5    | Mikita Tsmyh           | BLR Bielorrússia  | 55.95   | Q     |
| 6    | 4       | 5    | Roman Larin            | RUS Rússia        | 56.09   | Q     |
| 7    | 4       | 6    | Filipp Shopin          | RUS Rússia        | 56.13   | Q     |
| 8    | 4       | 3    | Nikolaos Sofianidis    | GRE Grécia        | 56.29   | Q     |
| 9    | 3       | 2    | Petter Fredriksson     | SWE Suécia        | 56.42   | Q     |
| 10   | 4       | 7    | Tomáš Franta           | CZE Chéquia       | 56.45   | Q     |
| 11   | 4       | 2    | Jakub Skierka          | POL Polônia       | 56.57   | Q     |
| 12   | 5       | 3    | Kristian Komlenić      | CRO Croácia       | 56.58   | Q     |
| 13   | 3       | 7    | Bence Szucsik          | HUN Hungria       | 56.79   | Q     |
| 14   | 4       | 8    | Javier Romero          | ESP Espanha       | 56.81   | Q     |
| 15   | 3       | 3    | Kirill Titov           | RUS Rússia        | 56.89   |       |
| 16   | 5       | 2    | Ole Braunschweig       | GER Alemanha      | 56.91   | Q     |
| 17   | 3       | 8    | Joe Litchfield         | GBR Grã-Bretanha  | 56.92   |       |
| 17   | 4       | 1    | Gabriel Lópes          | POR Portugal      | 56.92   | Q     |
| 19   | 1       | 4    | Marek Osina            | CZE Chéquia       | 56.94   |       |
| 20   | 5       | 6    | Lorenzo Glessi         | ITA Itália        | 57.07   |       |
| 21   | 2       | 0    | Oskar Ericsson         | SWE Suécia        | 57.22   |       |
| 21   | 5       | 1    | Jacopo Bietti          | ITA Itália        | 57.22   |       |
| 23   | 4       | 0    | Dawid Murzyn           | POL Polônia       | 57.33   |       |
| 24   | 2       | 4    | Christoffer Fredrikson | FIN Finlândia     | 57.41   |       |
| 25   | 3       | 6    | Nikolay Snegirev       | RUS Rússia        | 57.46   |       |
| 26   | 2       | 7    | Andrei Gussev          | EST Estônia       | 57.48   |       |
| 27   | 5       | 8    | Dominik Varga          | HUN Hungria       | 57.50   |       |
| 28   | 3       | 9    | Lorenzo Mora           | ITA Itália        | 57.72   |       |
| 29   | 2       | 5    | Berk Özkul             | TUR Turquia       | 57.91   |       |
| 30   | 5       | 7    | Cristiano Hantjoglu    | ITA Itália        | 57.95   |       |
| 31   | 3       | 1    | Joan Casanovas         | ESP Espanha       | 58.05   |       |
| 32   | 5       | 0    | Franz Müller           | GER Alemanha      | 58.08   |       |
| 33   | 5       | 9    | Rory McEvoy            | IRL Irlanda       | 58.20   |       |
| 34   | 1       | 8    | Daniel Aizenberg       | ISR Israel        | 58.36   |       |
| 35   | 2       | 1    | Moritz Walaschewski    | GER Alemanha      | 58.51   |       |
| 36   | 2       | 3    | Rasim Oğulcan Gör      | TUR Turquia       | 58.66   |       |
| 37   | 3       | 0    | Daniel Kaplan          | ISR Israel        | 58.67   |       |
| 38   | 2       | 6    | Timothy Schlatter      | SUI Suíça         | 58.99   |       |
| 39   | 2       | 9    | Idan Dotan             | ISR Israel        | 59.09   |       |
| 40   | 2       | 2    | Alan Corby             | IRL Irlanda       | 59.15   |       |
| 41   | 4       | 9    | Max Mannes             | LUX Luxemburgo    | 59.23   |       |
| 42   | 2       | 8    | Tomer Drori            | ISR Israel        | 59.27   |       |
| 43   | 1       | 7    | João Vital             | POR Portugal      | 59.47   |       |
| 44   | 1       | 2    | Alexander Světlík      | SVK Eslováquia    | 59.53   |       |
| 45   | 1       | 5    | Qriqoriy Kalminskiy    | AZE Azerbaijão    | 59.79   |       |
| 46   | 1       | 3    | Vito Vodenik           | SLO Eslovênia     | 59.83   |       |
| 47   | 1       | 6    | Thomas Maurer          | SUI Suíça         | 59.84   |       |
| 48   | 1       | 0    | Bragi Snær Hallsson    | ISL Islândia      | 1:00.13 |       |
| 49   | 1       | 9    | Adrian Negru           | MDA Moldávia      | 1:00.41 |       |
| 50   | 1       | 1    | Tarik Hoch             | LIE Liechtenstein | 1:04.56 |       |

### Semifinal
A semifinal foi realizada no dia 24 de junho.

#### Semifinal 1
| Pos. | Raia | Nadador             | Nacionalidade | Tempo | Notas |
| ---- | ---- | ------------------- | ------------- | ----- | ----- |
| 1    | 4    | Marek Ulrich        | GER Alemanha  | 54.99 | Q     |
| 2    | 6    | Nikolaos Sofianidis | GRE Grécia    | 55.58 | Q     |
| 3    | 5    | Robert Glință       | ROU Romênia   | 55.70 | DES   |
| 3    | 2    | Tomáš Franta        | CZE Chéquia   | 55.70 | DES   |
| 5    | 3    | Roman Larin         | RUS Rússia    | 55.82 |       |
| 6    | 7    | Kristian Komlenić   | CRO Croácia   | 56.02 |       |
| 7    | 8    | Gabriel Lópes       | POR Portugal  | 56.23 |       |
| 8    | 1    | Javier Romero       | ESP Espanha   | 57.01 |       |

#### Semifinal 2
| Pos. | Raia | Nadador            | Nacionalidade    | Tempo | Notas |
| ---- | ---- | ------------------ | ---------------- | ----- | ----- |
| 1    | 4    | Luke Greenbank     | GBR Grã-Bretanha | 54.65 | Q,    |
| 2    | 6    | Filipp Shopin      | RUS Rússia       | 55.18 | Q     |
| 3    | 3    | Mikita Tsmyh       | BLR Bielorrússia | 55.23 | q     |
| 4    | 5    | Joe Hulme          | GBR Grã-Bretanha | 55.36 | q     |
| 5    | 7    | Jakub Skierka      | POL Polônia      | 55.47 | q     |
| 6    | 1    | Bence Szucsik      | HUN Hungria      | 56.05 |       |
| 7    | 2    | Petter Fredriksson | SWE Suécia       | 56.38 |       |
| 8    | 8    | Ole Braunschweig   | GER Alemanha     | 56.67 |       |

### Desempate
Uma prova extra foi disputada  dia 23 de junho às 20:19 para  a definição do último finalista. 
| Pos. | Raia | Nadador       | Nacionalidade | Tempo | Notas |
| ---- | ---- | ------------- | ------------- | ----- | ----- |
| 1    | 4    | Robert Glință | ROU Romênia   | 55.31 | Q     |
| 2    | 5    | Tomáš Franta  | CZE Chéquia   | 56.02 |       |

### Final
A final foi realizada no dia 24 de junho.
| Pos.              | Raia | Nadador             | Nacionalidade    | Tempo | Notas |
| ----------------- | ---- | ------------------- | ---------------- | ----- | ----- |
| Medalha de ouro   | 4    | Luke Greenbank      | GBR Grã-Bretanha | 54.76 |       |
| Medalha de prata  | 3    | Filipp Shopin       | RUS Rússia       | 54.81 |       |
| Medalha de bronze | 5    | Marek Ulrich        | GER Alemanha     | 55.35 |       |
| 4                 | 2    | Joe Hulme           | GBR Grã-Bretanha | 55.37 |       |
| 5                 | 1    | Nikolaos Sofianidis | GRE Grécia       | 55.43 |       |
| 6                 | 7    | Jakub Skierka       | POL Polônia      | 55.62 |       |
| 7                 | 8    | Robert Glință       | ROU Romênia      | 55.91 |       |
| 8                 | 6    | Mikita Tsmyh        | BLR Bielorrússia | 56.00 |       |

Legenda
| Recorde mundial            | Recorde mundial (World record)                     |                       | Recorde africano                      | Recorde africano (African) |                                           | Q | Classificado por posição (Qualified) |
| Recorde dos Jogos Europeus | Recorde dos Jogos Europeus (European Games record) | Recorde da América    | Recorde da América (Americas)         | q                          | Classificado por melhor tempo (Qualified) |   |                                      |
| Melhor marca do ano        | Melhor marca do ano (World leading)                | Recorde asiático      | Recorde asiático (Asian)              | DNS                        | Não largou (Did not start)                |   |                                      |
| Recorde nacional           | Recorde nacional (National record)                 | Recorde europeu       | Recorde europeu (European)            | DNF                        | Não terminou (Did not finish)             |   |                                      |
| Recorde pessoal            | Recorde pessoal do atleta (Personal best)          | Recorde da Oceania    | Recorde da Oceania (Oceania)          | DSQ / DQ                   | Desclassificado (Disqualified)            |   |                                      |
| Recorde da temporada       | Recorde da temporada do atleta (Season best)       | Recorde sul-americano | Recorde sul-americano (South America) | NM                         | Sem marca (No mark)                       |   |                                      |